# 拉桑特 (肯塔基州)
拉桑特（英語：La Center），是美国肯塔基州的一座城市。面积约为1.6平方公里（0.6平方英里）。根据2010年美国人口普查，该市的人口为1,009人。